# Peppermint Frappé
Peppermint Frappé is een Spaanse dramafilm uit 1967 onder regie van Carlos Saura.

## Verhaal
De arts Julián wordt in zijn praktijk geholpen door de volgzame verpleegster Ana. In zijn jeugd heeft hij een jonge vrouw gezien tijdens een processie op Goede Vrijdag. Hij is nog steeds geobsedeerd door haar. Wanneer zijn vriend Pablo op bezoek komt met zijn nieuwe vrouw Elena, is hij ervan overtuigd dat zij de vrouw is uit de processie. Hij raakt geobsedeerd door Elena en tracht Ana naar haar evenbeeld te transformeren.

## Rolverdeling
| Acteur                  | Personage   |
| ----------------------- | ----------- |
| Geraldine Chaplin       | Elena / Ana |
| José Luis López Vázquez | Julián      |
| Alfredo Mayo            | Pablo       |
| Emiliano Redondo        | Arturo      |
| María José Charfole     | Kind        |
| Francisco Venegas       | Kind        |
| Pedro Luis Lozano       | Kind        |
| Víctor Manuel Moreno    | Kind        |